# 李昌军
李昌军（？—），中华人民共和国政治人物。

## 生平
担任中国进出口银行北京分行党委书记、行长。2017年8月5日，经中国进出口银行党委批准，决定给予李昌军开除党籍、行政开除处分，收缴其违纪所得；并对严重违纪问题进行了立案审查。